# Robert Wight
Pour les articles homonymes, voir Wight.
Robert Wight est un médecin et un botaniste britannique, né le 6 juillet 1796 à Milton et mort le 26 mai 1872 à Grazeley Lodge près de Reading.

## Biographie
Après l’obtention de son titre de médecin en 1818 et son service militaire en Inde (1819), il devient  chirurgien-assistant pour la Compagnie anglaise des Indes orientales à Madras, fonction qu’il conserve jusqu’en 1826.
Il devient alors naturaliste à l’Institut de botanique de Madras. En 1828 et jusqu’en 1831, il devient chirurgien auprès de la garnison britannique de la ville. En 1834, il devient chirurgien de ville. Puis à partir de 1836, il s'intéresse à la culture de certaines plantes, dont le tabac et le coton. À partir de 1851 jusqu'en 1853, il dirige une plantation de coton, dans une ferme expérimentale à Coimbatore. Il devient membre de la Royal Society en 1855.
Il est notamment l’auteur d’Illustrations of Indian botany (deux volumes, 1841-1850), Icones plantarum Indiæ orientalis (six volumes, 1840-1856) et de Spicilegium neilgherrense (deux volumes, 1846-1851).